# Кубанська
Кубанська — станиця в Апшеронському районі Краснодарського краю, Росія. Центр Кубанського сільського поселення.
Населення 2563 осіб (2010).
Станиця розташована на лівому березі річки Пшеха (притока Білої), у гірськолісній зоні, за 17 км північніше міста Апшеронська. З півдня житлова забудова станиці межує з хутором Єрик, де розташована залізнична платформа Єрик.

## Історія
Заснована в 1863 році. Входила в Майкопський відділ Кубанської області.